# Marianna Byvatov
Marianna Byvatov (* 23. September 2005 in Hamburg) ist eine deutsche Basketballspielerin.

## Werdegang
Byvatov stammt von einer ukrainischen Mutter und einem russischen Vater ab, die 2002 nach Deutschland zogen. Ihr Großvater war in der Sowjetunion Basketballtrainer. Sie begann im Alter von neun Jahren beim SC Rist Wedel mit dem Basketballsport und spielte für den Verein in der Jugend, 2021/22 in der 2. Damen-Basketball-Bundesliga und nach dem Abstieg in der 1. Regionalliga. Im Spieljahr 2022/23 war die 1,70 Meter große Aufbauspielerin mit einem Durchschnitt von 25,4 Punkten je Begegnung die beste Korbschützin der 1. Regionalliga Nord.
Ende Mai 2023 gab Bundesligist BC Marburg Byvatovs Verpflichtung bekannt. In Marburg begann sie ein Studium im Fach Psychologie. Byvatov kam zum BC Marburg, um in der Bundesliga sowie in der zweiten Mannschaft eingesetzt zu werden. Sie wurde jedoch gleich Stammkraft in der Bundesliga. Mit den Marburgerinnen verpasste sie 2024 den Bundesliga-Klassenerhalt. Byvatovs Leistungen im Spieljahr 2023/24 wurden aber als Lichtblick in einer enttäuschenden Marburger Saison eingeschätzt. Sie blieb mit dem BC Marburg trotz sportlichen Abstiegs in der höchsten deutschen Spielklasse.

### Nationalmannschaft
Byvatov nahm 2022 an der U17-WM und im Sommer 2023 sowohl an der U18-EM als auch an der U19-WM teil. 2024 erreichte sie mit der deutschen U20-Nationalmannschaft bei der Europameisterschaft dieser Altersklasse den vierten Platz.